# Amt Saarmund

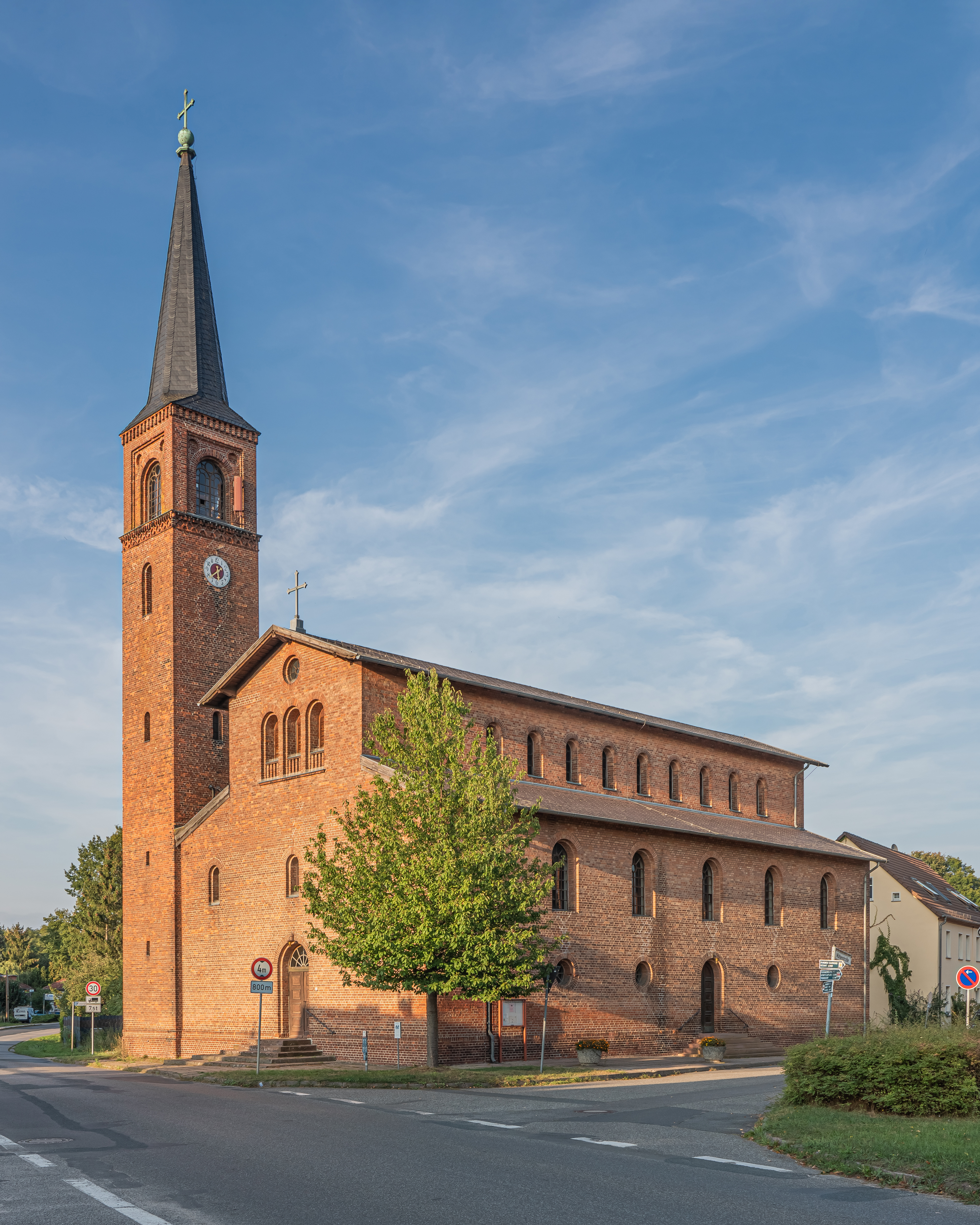
Saarmunder Kirche

Die Vogtei Saarmund, ab dem 15. Jahrhundert Amt Saarmund genannt, war eine landesherrliche Verwaltungseinheit in der Mark Brandenburg, die bis 1826 existierte. Urkundlich nicht belegt, jedoch eindeutig aus den Quellen zu erschließen, wurde letztlich auch die Vogtei Beelitz mit der Vogtei Saarmund vereinigt (zeitweise wurde die Vogtei Beelitz, eventuell auch nur Teile, auch von der Vogtei Trebbin verwaltet). Der ursprüngliche Burgbezirk der Vogtei Saarmund mit über zehn Dörfern und dem Städtchen Saarmund wuchs durch Zukäufe im 17./18. Jahrhundert (zu dieser der Zeit schon Amt Saarmund genannt) deutlich an und umfasste um 1800 neben Saarmund 29 Dörfer, 11 Vorwerke oder Mühlen und zwei größere Forste. Allerdings fielen im 14./15. Jahrhundert einige Dörfer wüst, die später nur zum Teil wieder besiedelt wurden. Andererseits entstanden einige völlig neue Siedlungen auf Amtsgebiet. Im 15./16. Jahrhundert war das Amt Saarmund häufig verpfändet, fiel aber immer wieder an den Landesherrn zurück. Ab etwa 1690 war das Amt ständig verpachtet. 1817 hatte es 4160 Einwohner. 1826 wurde es dem Amt Potsdam zugeschlagen und aufgelöst. Das Gebiet des Amtes Saarmund gehört heute überwiegend zum Landkreis Potsdam-Mittelmark, kleinere Teile auch zum Landkreis Teltow-Fläming.

## Geschichte
Saarmund wurde bereits 1216 erstmals urkundlich als Sarmunt genannt. Das Amt Saarmund entstand aus dem ehemaligen Burgbezirk um die Burg Saarmund. Dieser Burgbezirk umfasste wahrscheinlich ursprünglich ein Gebiet, das von der Nuthe und Nieplitz (einschließlich Schiaß) nutheabwärts bis auf die Höhe von Bergholz-Rehbrücke, das viel später angelegt wurde, nach Westen unter Einschluss von Flottstelle (unter Ausschluss von Caputh), dem Schwielowsee entlang bis einschließlich Ferch reichte, und von dort weiter zum Großen Seddiner See zur Nuthe südlich von Schiaß zurück, wobei ursprünglich die Nuthe im Osten die Grenze zum Teltow bildete. Möglicherweise gehörte ursprünglich auch das Gebiet im Norden, das von der Nuthe bis zur Einmündung in die Havel, Havel und Schwielowsee begrenzt wird, zum Burgbezirk von Saarmund.
Der Burgbezirk Saarmund lag in der Zauche. Die Zauche war als Patengeschenk für Otto, dem Sohn Albrechts des Bären bereits um 1130 an die Askanier gekommen, die späteren Markgrafen von Brandenburg. Allerdings hat die sogenannte Ostzauche wahrscheinlich eine besondere Geschichte und gehörte nicht zur ursprünglichen Zauche, dem Patengeschenk für Otto. Mit einiger Sicherheit gehörte sie für einige Jahrzehnte zum Erzstift Magdeburg und damit zum Besitz der Magdeburger Erzbischöfe, die sich mit der gegen die Interessen der Askanier gerichteten Gründung des Klosters Zinna bei Jüterbog 1170 in der Region festsetzten. In der Ostzauche ist mit der dichteren urkundlichen Überlieferung ab etwa 1200 mehrfach Besitz magdeburgischer Ministerialen nachgewiesen. Nur in der Ostzauche und dem Gebiet um Jüterbog kommt eine besondere Getreideabgabe vor, das sogenannte Mandelkorn. Auch die starke Befestigung der Nuthelinie auf beiden Seiten mit zahlreichen Burgen ist ohne eine vielleicht sogar für mehrere Jahrzehnte stabil verlaufende Grenze entlang der Nuthe zwischen dem askanischen Ostteltow (rechts der Nuthe) und der wahrscheinlich erzstiftisch-magdeburgischen Ostzauche (links der Nuthe) nicht zu erklären.

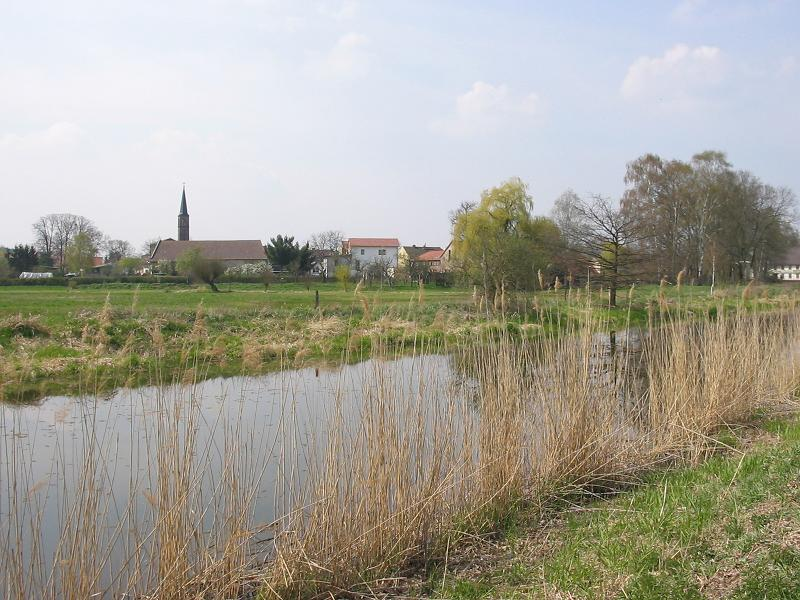
Nuthe mit der Kirche Saarmund im Hintergrund

Die 1349 als «Haus» bezeugte Burg Saarmund lag etwa 100 m nördlich der heutigen Kirche. Es handelte sich um eine rundliche, von einem Wassergraben umgebene Anlage von etwa 60 bis 85 m Durchmesser, von der Fundamentreste nachgewiesen sind. Mittel- und spätslawische sowie frühdeutsche Funde belegen, dass die Anlage auf einem bereits in slawischer Zeit existierenden Burgwall stand. Südlich der Anlage verlief die Straße von Beelitz zu einem Übergang über die Nuthe. Längs dieser Straße entwickelte sich zunächst ein Burgflecken mit einer breiten Anger- und einer engeren Marktstraße, das spätere Städtchen Saarmund. Die Burg war in landesherrlichem Besitz, zu ihrer Versorgung dienten die Abgaben von mehreren Dörfern. 1375 umfasste der Burgbezirk Saarmund das Städtchen Zarmunt (Saarmund), Langerwisch, Mychendorf (Michendorf), Schoyas (Schiaß), Gutergotz (Güterfelde), Cedelendorf (Zehlendorf), Frederichstorf (Fresdorf), Trebinstorf (Tremsdorf), Nudow und Sticken (Stücken). Güterfelde und Zehlendorf im Teltow gehörten sicher nicht ursprünglich zum Burgbezirk Saarmund, da sie zu weit entfernt von Saarmund liegen.
Burg und Burgbesitz, anfänglich Vogtei genannt, wurden von einem vom brandenburgischen Markgrafen eingesetzten Vertreter, dem Vogt, verwaltet. Er hatte die höhere und niedere Gerichtsbarkeit in der Vogtei und in der Stadt inne. 1435 wurde die Verwaltungseinheit erstmals als das Amt Saarmund bezeichnet. Nach der Lage der zur Vogtei beziehungsweise zum Amt Saarmund zugehörigen Dörfer muss die Vogtei Beelitz sehr früh und urkundlich nicht belegt mit dem Amt Saarmund vereinigt oder zumindest gemeinsam verwaltet worden sein. Eine letzte Nennung der Vogtei Beelitz stammt von 1625. Auch taucht in der Literatur gelegentlich der Begriff Vogtei Saarmund und Beelitz auf, wenn es um die Herrschaftszugehörigkeit der ursprünglich wahrscheinlich zur Vogtei Beelitz gehörenden Dörfer geht. Im ausgehenden 18. Jahrhundert hatte das Amt seinen Sitz im Vorwerk südlich der Stadt. 1818 ist vom Rentamt Saarmund die Rede. 1824 hatte das Rentamt Saarmund seinen Sitz in Beelitz.

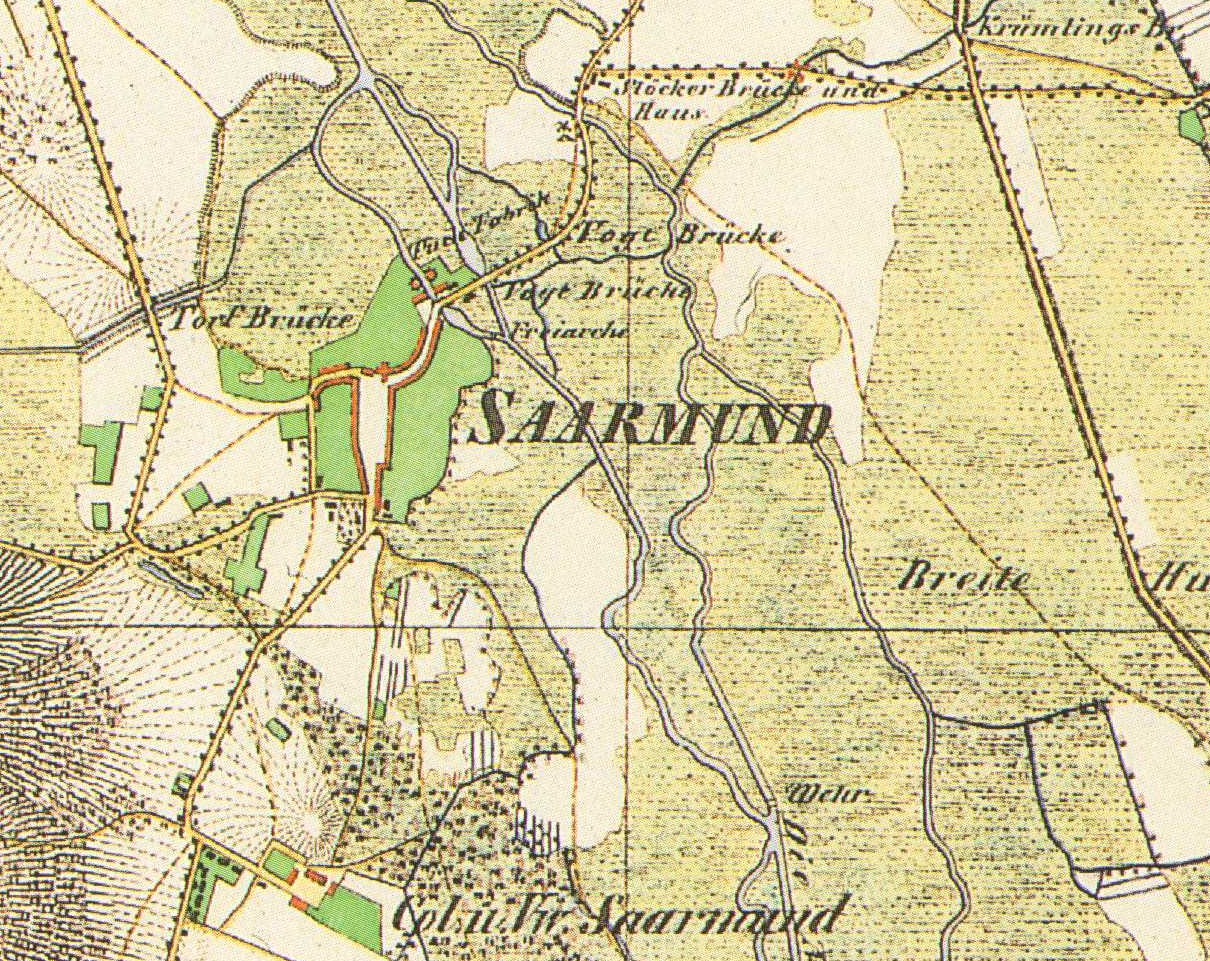
Saarmund auf dem Urmesstischblatt (Bl. Potsdam 3644), o. O. ca. 1850. Am unteren Bildrand das Vorwerk, ehemaliger Sitz des Amtes Saarmund, das aber 1826 bereits nach Potsdam verlegt war

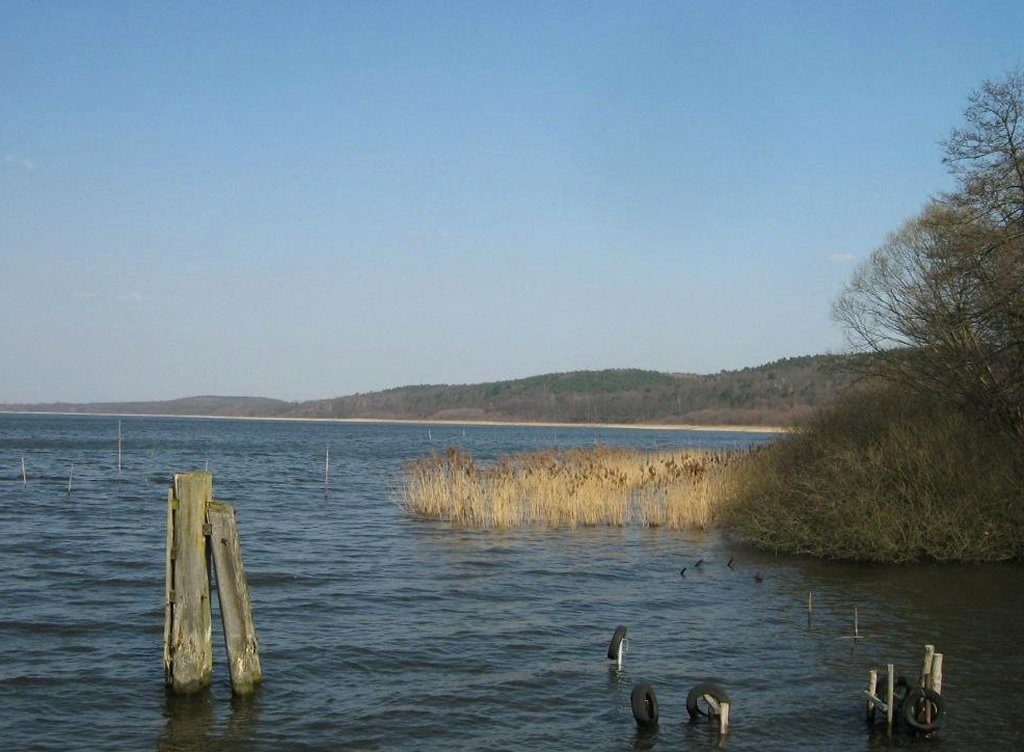
Der Schwielowsee, Blick von Ferch gegen das östliche Ufer

## Zugehörige Orte und Rechte
Zum ursprünglichen Burgbezirk, dem Verwaltungsgebiet der Vogts, also der Vogtei Saarmund, gehörten das Städtchen Saarmund und rund zehn Dörfer, von denen einige wüst fielen. Später kamen weitere, zum Teil auch neu angelegte Dörfer, Vorwerke, Mühlen und Forste hinzu:
- Saarmund (heute Ortsteil der Gemeinde Nuthetal). Stadt, oder meist Städtchen genannt.
- Ahrensdorf (heute ein Ortsteil der Stadt Ludwigsfelde). Das Dorf wurde 1242 durch das Kloster Lehnin vom Vorbesitzer Heinrich von Steglitz gekauft. Bereits vor 1375 war es vom Kloster Lehnin an die von Gröben verliehen, die es zu einem Bestandteil der kleinen Adelsherrschaft Schloss Beuthen machten. 1680 wurde es vom Kurfürsten Friedrich Wilhelm zum Amt Saarmund gekauft.
- Bergholz, ein Wohnplatz im Ortsteil Bergholz-Rehbrücke der Gemeinde Nuthetal. 1375 war das halbe Dorf im Besitz des Jakob Mukum, der drei Hufen zu seinem Wohnhof in Bergholz hatte. Die andere Hälfte war an Nicolaus Wernitz verliehen, erst in diesem Jahr (1375) beliehen worden war (vorher Hentze Sachtleben (Sachteleven)). Schon 1427 hatten die v. Schlieben in Baruth das ganze Dorf mit allen Rechten zunächst in Pfandbesitz, später als Lehen. Vor 1450 bis 1486 war es an die Vogtei Saarmund gefallen. 1486 folgten die v. Schönw im Besitz des Dorfes, und von 1545 bis 1583 die v. Schlabrendorf. Nach einer Unterbrechung durch die v. Lüderitz folgten erneut die v. Schlabrendorf von 1601 bis 1614. 1614 bis 1620 gehörte das Dorf den v. Schlabrendorf und v. Thümen, ab 1620 bis 1654 den v. Thümen allein. 1654 bis 1659 konnten die v. Schlabrendorf das Dorf wieder für ein paar Jahre in ihren Besitz bringen. 1659 verkaufte Manasse von Schlabrendorf Bergholz an seinen Schwiegersohn Otto von Schwerin.[7] Dieser verkaufte das Dorf 1662 an den Kurfürsten, der das Dorf dem Amt Potsdam zur Verwaltung überließ.
- Birkhorst (früher Claasdorf, auch Berghorst oder Clausdorf genannt; heute Gemeindeteil von Salzbrunn, einem Ortsteil von Beelitz). 1748 wurde eine „Kolonie“ für vier Familien im Amtsgebiet bei der Clausdorfer Mühle am Mühlenfließ errichtet. Bereits um 1342 existierte eine Wassermühle an diesem Ort, die jedoch eingegangen und 1724 neu eingerichtet worden war.
- Buchholz (heute ein Ortsteil der Stadt Beelitz). Der Ort gehörte nur von 1819 bis 1826 zum Amt Saarmund. 1680 hatte der Große Kurfürst das Dorf von den von der Groeben gekauft und ihn dem Amt Potsdam zur Verwaltung überwiesen.
- Buchholzer Mühle (heute ein Wohnplatz im Ortsteil Buchholz der Stadt Beelitz). 1745 wurde auf Amtsgelände eine Wassermühle angelegt.
- Brachwitz (heute ein Ortsteil der Stadt Treuenbrietzen). Das Dorf hat eine sehr wechselvolle Besitzgeschichte hinter sich. 1682 wurde es vom Kurfürsten Friedrich Wilhelm zum Amt Saarmund hinzu gekauft.
- Burgfischerei. Ehemalige Wassermühle und Fischerhaus. Gehörte ursprünglich zum Amt Saarmund und wurde vor 1817 an das Amt Potsdam überwiesen.
- Deutsch Bork (heute Ortsteil der Gemeinde Linthe, Amt Brück). Das Dorf war im ausgehenden Mittelalter im Besitz der Familie von Oppen. 1684 kaufte es der Kurfürst Friedrich Wilhelm zum Amt Saarmund hinzu.
- Elsholz (heute Ortsteil der Stadt Beelitz). Das Dorf war vor 1375 bis 1463 markgräflich und gehörte zur Vogtei Trebbin. In diesem Jahr war es an die von Schlabrendorf verkauft. 1601 wurde die Herrschaft geteilt, 1684 wieder vereinigt und 1687 vom Kurfürsten Friedrich Wilhelm zum Amt Saarmund gekauft.
- Fahlhorst (heute ein Ortsteil der Gemeinde Nuthetal). Der Ort gehörte seit seiner ersten urkundlichen Nennung zur kleinen Adelsherrschaft Schloss Beuthen beziehungsweise nach deren Konkurs zum Gut Schenkendorf bei Großbeeren. 1667 wurde es vom Kurfürsten gekauft und zum Amt Saarmund gezogen.
- Flottstelle (heute ein Wohnplatz der Gemeinde Schwielowsee). 1731/33 wurden auf dem zum Forst Kunersdorf und damit zum Amt Saarmund gehörenden Areal bei einer Holzablage zwei Büdnerhäuser errichtet. 1794 zogen weitere Siedler zu; 1837 waren es bereits fünf Häuser.
- Fresdorf (heute Ortsteil der Gemeinde Michendorf). Gehörte zum ursprünglichen Burgbezirk bzw. Vogtei Beelitz, später Vogtei Saarmund und Beelitz bzw. Amt Saarmund. Allerdings hatten auch adelige Familien Rechte an bäuerlichen Abgaben.
- (Gröben) (heute Ortsteil von Ludwigsfelde). Das Dorf gehörte zur Herrschaft Schloss Beuthen. Allerdings konnte das Amt Saarmund im Dorf die Rechte für die Abgaben von zwei Dreihüfnerbauern erwerben.
- („Gütergotz“)(1937 in Güterfelde umbenannt, heute Ortsteil der Gemeinde Stahnsdorf). Das Ober- und Untergericht war 1263 in den Besitz des Klosters Lehnin gekommen, jedoch hatten sich der Markgraf bzw. Kurfürst die Bede und die Wagendienste der Bauern vorbehalten, die um 1375 noch zum Amt Saarmund zu leisten waren. Bereits 1589 waren diese Rechte z. T. an das Amt Potsdam und z. T. an das Amt Mühlenhof gegangen. Um 1700 gingen alle Einnahmen zum Amt Potsdam.
- Kähnsdorf (heute Ortsteil der Gemeinde Seddiner See). Der Ort gehörte ursprünglich wohl zur Vogtei Beelitz. Er gehörte bereits 1450 bis nach 1540 zur Vogtei Trebbin. Zwischen 1540 und 1616 wurde Kähnsdorf zum Amt Saarmund umgegliedert.
- (Körzin) (heute Gemeindeteil von Zauchwitz, einem Ortsteil der Stadt Beelitz). Das Dorf war in adeligem Besitz; die Herrschaft geteilt. Das Amt Saarmund hatte lediglich das Recht, die Abgaben von einem Bauern und einem Kossäten einzukassieren. 1375 betrug die Abgabe des Bauern ein Scheffel Roggen an Pacht (ad pactum), zwei Schillinge Zins (ad censum) und ein Viertel Roggen, 1 Viertel Gerste und einen halben Scheffel Hafer an Bede (ad precariam). Außerdem waren noch 30 Schock Groschen und zwei Hühner abzuliefern. Die Abgaben des Kossäten waren 6 Pfennige (denarii) und ein Huhn.
- Kunersdorf (heute Wohnplatz Försterei Kunersdorf, Gemeinde Seddiner See). Kunersdorf war ein mittelalterliches Dorf, das im 15. Jahrhundert wüst gefallen war. Die wüste Feldmark Kunersdorf war 1447 vom Prämonstratenserstift St. Marien auf dem Harlunger Berg bei Brandenburg an der Havel erworben worden. 1543 wurde das Stift säkularisiert und vom Kurfürsten eingezogen. 1549 bis 1552 war das Dorf bzw. die Feldmark im Pfandbesitz des v. Warburg; danach gehörte sie zum Amt Saarmund. Im 16. Jahrhundert war dort zunächst ein Vorwerk mit Schäferei eingerichtet worden. Später kamen noch ein Teerofen und eine Försterei hinzu.
- Alt-Langerwisch (heute Ortsteil der Gemeinde Michendorf). Gehörte zum ursprünglichen Burgbezirk beziehungsweise Vogtei Saarmund. Die Abgaben einiger Bauernhufen gingen an adelige Familien.
- Lühsdorf (heute Ortsteil der Stadt Beelitz). Der Ort gehörte zum ursprünglichen Burgbezirk bzw. Vogtei Beelitz. Die Geschichte ist schlecht dokumentiert. Um 1450 wurde der Ort zunächst von der Vogtei Trebbin verwaltet, bevor er im 17. Jahrhundert zum Amt Saarmund kam.
- Ober- und Niederlienewitz waren zwei mittelalterliche Dörfer, die spätestens bis Mitte 15. Jahrhundert wüst gefallen waren. Die beiden Dörfer waren vor 1444/5 in gemeinsamen Besitz der Familien v. Ziegesar und von Hake. 1444/5 bis 1543 gehörten sie zum Prämonstratenser-Chorherrenstiftes Unserer lieben Frau auf dem Berge auf dem Harlungerberg bei Brandenburg an der Havel. Dieses wurde 1543 säkularisiert und vom Kurfürsten eingezogen. Die wüste Feldmark wurde zunächst als Pfand dem von Warburg übergeben, nach 1552 dem Amt Saarmund übertragen. 1734 wurde hier zunächst ein Büdnerhaus für einen „Holzwärter“ errichtet, 1772 folgte ein Vorwerk und 1775 ein Teerofen. Aus dieser kleinen Ansiedlung entwickelte sich der heutige Wohnplatz Lienewitz der Gemeinde Michendorf (zwischen Großem und Kleinem Lienewitzsee).
- Michendorf. Der Ort gehörte zum ursprünglichen Burgbezirk bzw. Vogtei Saarmund. Lediglich die Abgaben einiger Hufen gingen an adlige Familien der näheren Umgebung.
- (Nudow). Das Dorf war in adeligem Besitz, jedoch waren die Wagendienste und Bede (nachweislich bereits 1359 und 1375) bis Anfang 19. Jahrhundert an das Amt Saarmund zu leisten.
- Obernichel mit Wassermühle. Der Ort war 1375 in adeligem Besitz und fiel wenig später wüst. Lediglich die Mühle wird noch 1472 genannt, verfiel später ebenfalls. 1680 kaufte der Kurfürst die wüste Feldmark von den von Flanß zu Wittbrietzen zum Amt Saarmund. Die Feldmark ging in der Feldmark von Unternichel auf, das später nur noch als Nichel bezeichnet wurde.
- Unternichel (heute Ortsteil Nichel der Gemeinde Mühlenfließ, Amt Niemegk). Das Ober- und Untergericht über das Dorf war von 1371 an im Besitz der Familie von Oppen. Daneben waren aber die Abgaben einer Mühle („mittlere Mühle“) und die Abgaben von 22 Hufen noch im Besitz des Landesherr verblieben, jedoch weiterverliehen an adelige Familien der näheren Umgebung. Bis 1680 wurden anscheinend die verschiedenen Besitzanteile von den von Oppen nach und nach aufgekauft. 1680 erwarb der Kurfürst Friedrich Wilhelm das gesamte Dorf von den von Oppen und gliederte es in das Amt Saarmund ein.
- Niebel (heute ein Ortsteil der Stadt Treuenbrietzen). Die Geschichte des Ortes ist schlecht dokumentiert. Aufgrund seiner Lage dürfte es ursprünglich zur Herrschaft Treuenbrietzen gehört haben. Es erscheint 1345 im Besitz des Markgrafen, der es jedoch der Familie von Lindow verpfändet hatte. 1450 und 1540 ist es merkwürdigerweise unter der Vogtei Trebbin verzeichnet. 1576 bis 1579 war es in den Besitz der Köppen gelangt, von 1579 bis 1587 gehörte es der Stadt Treuenbrietzen. Von 1587 bis 1681 gehörte es der Familie von Erxleben, von der es der Kurfürst Friedrich Wilhelm erwarb und dem Amt Saarmund zuwies. 1729 wurde hier eine Windmühle errichtet.
- Niebelhorst (heute Ortsteil der Stadt Treuenbrietzen). 1579 wurde auf der Niebelschen Wischen ein Vorwerk durch die Stadt Treuenbrietzen angelegt. 1682 wurde dieses Vorwerk durch den Kurfürsten erworben und in das Amt Saarmund eingegliedert. 1751/2 würde hier 15 sächsische Kolonistenfamilien angesiedelt.
- Philippsthal (heute Ortsteil der Gemeinde Nuthetal). 1753 wurden die Niederheide, die Krügerheide und die Schulzenheide vermessen und ein Jahr später das Spinnerdorf Philippsthal gegründet. Das Gebiet, auf dem das Dorf gegründet wurde, dürfte ursprünglich zur kleinen Adelsherrschaft Schloss Beuthen gehört haben. Wann es zum Amt Saarmund kam, ist unsicher.
- Reesdorf (heute Ortsteil der Stadt Beelitz). Die Geschichte ist schlecht dokumentiert. Der Ort gehörte aufgrund seiner Lage ursprünglich zum Burgbezirk Beelitz bzw. zur Vogtei Beelitz. Er wird 1450 und 1472 unter der Vogtei Trebbin aufgeführt. 1481 und 1625 erscheint er unter der Vogtei Beelitz. Bis spätestens 1745 gelangte er zum Amt Saarmund.
- Rieben (heute Ortsteil der Stadt Beelitz). Der Ort gehörte ursprünglich zur Vogtei Beelitz. Bereits vor 1450 bis 1561 wurde er von der Vogtei Trebbin verwaltet. 1561 bis 1644 war er im Besitz derer von Flanß; 1644 bis 1668 gehörte den Familien von Kalchum und Leuchtmar. 1668 erhielt der Amtsschreiber Schatte in Saarmund den Ort, der 1678 erneut den Besitzer wechselte. Von 1678 bis 1722 ist die Familie Happe (seit 1695 von Happe) Besitzer des Dorfes. 1722 hatte es ein von Marschall erworben, der es noch im selben Jahr an das Amt Saarmund veräußerte.
- Salzbrunn (heute ein Ortsteil der Stadt Beelitz). Zwischen 1542 und 1548 wurde nordöstlich des heutigen Ortes eine Saline angelegt, deren Existenz 1580 noch belegt ist. Vermutlich kam der Betrieb im Dreißigjährigen Krieg zum Erliegen. Bis 1687 war an der heutigen Stelle ein kurfürstliches Vorwerk entstanden. 1748 wurden zwölf Familien in Salzbrunn angesiedelt. Um 1775 wurde das neue Dorf auch als Thür bezeichnet, ursprünglich ein Flurname. Der Name Thür setzte sich aber nicht durch. Für das Jahr 1801 werden immerhin 32 Feuerstellen (= Haushaltungen) für Salzbrunn genannt.
- Schäpe (heute Ortsteil der Stadt Beelitz). Die Geschichte des Dorfes ist sehr schlecht dokumentiert. Es gehörte zum ursprünglichen Burgbezirk bzw. Vogtei Beelitz. 1450 und 1540 wurde es vom Amt Trebbin aus verwaltet. 1625 war es Bestandteil der damaligen kurzlebigen Vogtei Beelitz. Vermutlich noch im 17. Jahrhundert war es zum Amt Saarmund gekommen.
- „Schenkendorf“ (1938 umbenannt in Schenkenhorst, heute Ortsteil der Gemeinde Stahnsdorf). Bereits vor 1450 erwarben die von Schlabrendorf und die von Hake das Dorf. 1663 kam es zunächst an die von Hake, 1667 wurde es vom Kurfürsten erworben und dem Amt Saarmund angegliedert.
- Schiaß (heute Ortsteil der Stadt Ludwigsfelde). Der Ort gehörte zum ursprünglichen Burgbezirk beziehungsweise der Vogtei Saarmund. 1576 scheint es kurzzeitig zum Amt Potsdam gehört zu haben.
- Schlalach (heute Ortsteil der Gemeinde Mühlenfließ, Amt Niemegk). Der Ort war von 1375 bis 1681 im Besitze der Adelsfamilie von Oppen. Nachdem der Ort zunächst noch 1681 geteilt worden war, erwarb ihn der Kurfürst Friedrich Wilhelm noch im selben Jahr zum Amt Saarmund. 1685 wurde ein Papiermühle mit einem Gang im Ortaufgebaut. Außerdem wurde eine Unterförsterei eingerichtet.
- Schlunkendorf (heute Ortsteil der Stadt Beelitz). Das Dorf gehörte zum ursprünglichen Burgbezirk bzw. Vogtei Beelitz und erscheint 1375 im Besitz des Markgrafen. 1450 und 1540 wurde es durch die Vogtei Trebbin verwaltet. 1625 existierte kurzzeitig wieder eine Vogtei Beelitz. Vermutlich Ende des 17. Jahrhunderts kam der Ort zum Amt Saarmund.
- Schmerberg (heute Wohnplatz im Ortsteil Ferch der Gemeinde Schwielowsee). Vermutlich bereits zu Ende des 17. Jahrhunderts, sicher nachgewiesen erst 1721, wurde auf zum Amt Saarmund gehörigem Gebiet eine Unterförsterei eingerichtet.
- Seddin. Das Dorf war bereits vor 1375 im Besitz eines Schulte in Beelitz, der es 1406 an die Stadt Beelitz verkaufte. Ein gewisser Schere besaß bis 1447 den Schulzenhof mit vier freien Hufen in Seddin. In diesem Jahr wurde der Hof an das Prämonstratenserchorherrenstift auf dem Harlunger Berg bei Brandenburg an der Havel verkauft. Um 1570 wurde dieser Anteil mit dem Besitz der Stadt vereinigt. 1670 wurde das gesamte Dorf an das Amt Saarmund verkauft. Um 1745 ist eine Ziegelscheune beim Ort nachgewiesen.
- Sputendorf (heute Ortsteil der Gemeinde Stahnsdorf). Der Ort gehörte spätestens seit 1435 den von Hake in Kleinmachnow. 1680 wurde das Dorf vom Kurfürsten für das Amt Saarmund erworben.
- (Stücken) (heute Ortsteil von Michendorf). Bereits vor 1375 gehörte der Ort zur Vogtei Saarmund bzw. später zum Amt Saarmund. 1482 wurde das Dorf zunächst pfandweise der Familie von Thümen zu Lehen gegeben 1524 wurde der Besitz erblich. Bereits vor 1701 hatte das Amt Saarmund aber wieder kleinere Besitztitel in Stücken erworben: die Wassermühle und Hebungen von einem Bauern und einem Kossäten.
- Tremsdorf (heute Ortsteil der Gemeinde Nuthetal). Tremsdorf gehörte zum ursprünglichen Burgbezirk beziehungsweise der Vogtei Saarmund.
- Wildenbruch (heute Ortsteil der Gemeinde Michendorf). Ober- und Untergericht hatte die Familie von Rochow vom Markgrafen zu Lehen. Von 1414 bis 1416 hatte er das Lehen kurzfristig eingezogen, weil sich die von Rochow gegen den Kurfürsten Friedrich gestellt hatten. Daneben hatten auch die Retzow die Rechte zum Einzug der Abgaben von elf Bauernhöfen und dem Krug. Dieser Besitzanteil kam 1447 etwas geschmälert an das Prämontratenserchorherrenstift St. Marien auf dem Harlunger Berg bei Brandenburg an der Havel. Dieses wurde 1543 vom Kurfürsten eingezogen und der Besitzanteil in Wildenbruch kam zum Amt Saarmund, nachdem er von 1552 bis 1557 pfandweise an von Warburg verliehen war.
- Wittbrietzen (heute Ortsteil der Stadt Beelitz). Der Ort erscheint urkundlich zunächst im Besitz mehrerer adliger Familien, war zeitweise auch geteilt. Die Teile kamen bis 1680 wieder in eine Hand und wurden 1680/1 vom Kurfürsten für das Amt Saarmund erworben. Wittbrietzen dürfte aufgrund seiner Lage ursprünglich zur Vogtei Beelitz gehört haben.
- Zauchwitz (heute Ortsteil der Stadt Beelitz). Die Besitzgeschichte ist durch Zerstückelungen der einzelnen Rechte sehr verwickelt. Das Ober- und Untergericht war 1375 im Besitz des Markgrafen und wurde 1450 vom Amt Trebbin verwaltet. Danach war es mehrmals verpfändet, wieder in markgräflichem Besitz und von 1575 bis 1680 im Besitz der Familie von Flanß. Um 1680 wurde Zauchwitz vom Kurfürsten für das Amt Saarmund erworben.

## Amtsleute und Pfandinhaber
Die Vogtei Saarmund bzw. das spätere Amt Saarmund gehörte zwar dem Landesherrn, doch dieser war häufig in Geldnot und verpfändete die Vogtei an seine Gläubiger. Oft ist auch nicht klar, ob es sich um einen vom Landesherrn eingesetzten Vogt bzw. Amtshauptmann handelt oder einen Gläubiger, der dem Landesherrn Geld vorgestreckt hatte und die Vogtei bzw. Amt pfandweise innehatte. Bereits Mitte des 14. Jahrhunderts ist Burg und Vogtei im Besitze der Ritter Hennig und Franke Ruthenitz. Sie waren Gefolgsleute des falschen Waldemar, von dem sie auch mit einem Gut in Kleinmachnow beliehen worden waren. 1350 belagerte Markgraf Ludwig die Burg und nahm sie auch ein, denn bereits 1359 sind Nikolaus Falke, Vogt von (Treuen-)Brietzen und seine Söhne im Besitz von Burg und Vogtei Saarmund und verpflichten sich, die Burg nicht in fremde Hände zu geben und sie dem Markgrafen Ludwig und Otto stets offen zu halten. Nach dem Landbuch von 1375 war Burg und Vogtei Saarmund im Besitz von Kaiser IV., dem damaligen Landesherrn. Lediglich der Zoll war noch verpfändet; daraus bezog die Witwe des Johannes Falke eine jährliche Rente. 1377 war Burg und Vogtei bereits wieder verpfändet, diesmal an Otto von Thümen. Der Kaiser hatte sich nur die Einnahmen aus dem Zoll vorbehalten. Danach wechselten die Pfandinhaber in rascher Folge, so war die Burg Saarmund und seine Zugehörde 1425 im Besitz von Otto von Schlieben zu Baruth. 1440 folgte Henning Quast, 1456 Jacob von Polentz und 1463 der Kammermeister Jorg von Waldenfels. Allen Besitzern wurde zur Auflage gemacht, die Burg oder ab dieser Zeit meist schon Schloss Saarmund genannt, baulich zu erhalten, dem Markgrafen jederzeit offen zu halten und den Untertanen keine neuen Abgaben aufzuerlegen.

### Amtmänner und Hauptmänner
Seit etwa 1470 wurden die Vogtei Saarmund beziehungsweise etwa ab dieser Zeit ausschließlich das Amt Saarmund genannt, von landesherrlichen Beamten oder vom Landesherrn eingesetzten Hauptmänner verwaltet. Einige sind noch überliefert, die Liste ist jedoch sehr lückenhaft.
- 1440 Henning von Quast[9]
- 1461 Jacob von Polentzk[10]
- 1472: Wilhelm von Röder, Hauptmann
- 1502: Thomas (von) Quast, Hauptmann
- bis 1514 Thomas Kracht, Hauptmann[11]
- 1514: Hans (von) Hake, Hauptmann[11]
- 1523: Hanne Dobritz, Hauptmann
- 1543: Jacob Schilling: Hauptmann
- 1557: Abraham von Rochow, Hauptmann
- 1568: Hans von Lindow, Hauptmann
- 1606: Wolf-Dietrich von Hake[4]
- 1651: Isaac Ludwig von der Gröben, Hauptmann
- 1668: Johann Georg von Ribbeck, Oberhauptmann zu Spandau und Hauptmann der Ämter zu Potsdam und Saarmund
- 1678: Hans Friedrich von Oppen, Oberjägermeister und Hauptmann der Ämter zu Potsdam und Saarmund
- 1682: Palm, Amtmann
- 1708: Friedrich Thiele, Amtmann
- 1775 Carl Wilhelm Muth, Oberamtmann[12]
- 1798 bis 1804 Oberamtmann Johann Conrad Leberecht Treplin[13][14]
- ab 1804 bis 1818 Johann Ludwig Kühne, Amtsrat und Rentbeamter[5] vorher Oberförster in der Oberförsterei Kunersdorf
- 1824 Hagedorn, Rentbeamter[6]
- 1832 (Potsdam, Bornstedt und Saarmund) Busse, Rentbeamter in Potsdam[15]

## Verpachtungen und Einnahmen ab 1690
Ab 1690 wurden vor allem die früheren Amtsvorwerke verpachtet. Beim Amt verblieben
- Gerichts- und Polizeifunktion in den Amtsdörfern, Ober- und Niedergericht
- die Amtsgebäude mit dem Amtsgarten
- die Amtswassermühle,
- drei Weinberge, die bis zu 120 Fässer Wein jährlich lieferten
- drei verpachtete Gärten
- die Fischerei in der Nuthe, dem Blankensee, dem Grössinsee und dem Großen Seddiner See
- die Zölle, die jährlich 500 bis 600 Thaler einbrachten (dabei war ein Nebenzoll in Michendorf verpachtet)
- vier Wassermühlen und drei Windmühlen
- eine Ziegelscheune bei Seddin
- die Abgaben von fünf Krügen, die auch das Braurecht hatten
- der Fleischzehnt in den amtszugehörigen Dörfern
- Dienste der Bauern, Abschoss- und Abzugsgelder

Das Amt war auch für die Instandhaltung der Amtsgebäude selber verantwortlich. Der Amtmann hatte freie Wohnung im Amtsgebäude, ein Getreidedeputat, einen Garten, Fischerei, Holz, Weide und sämtliche Gerichtssporteln.

## Auflösung
1826 wurden die alten Ämter Potsdam und Bornstedt mit dem Amt Saarmund zu einem Amt vereinigt, das seinen Sitz in Potsdam hatte.

## Belege